# Movimento Democrático de Moçambique
O  Movimento Democrático de Moçambique (MDM) é um partido político de Moçambique, criado a partir de uma dissidência da Resistência Nacional Moçambicana. É a terceira maior força política do país.[carece de fontes?]
Fundado em 7 de março de 2009, foi liderado por Daviz Simango, edil da Beira, até à sua morte em 22 de Fevereiro de 2021. Foi sucedido no cargo pelo seu irmão mais velho, Lutero Simango, eleito no 3º Congresso do partido que terminou em 5 de Dezembro de 2021.

## Eleições gerais de 2009
Na eleição parlamentar de Moçambique, realizada em 28 de outubro de 2009, o Movimento Democrático de Moçambique não foi autorizado a participar pela Comissão Nacional de Eleições em nove dos 13 círculos eleitorais de voto, alegadamente por razões processuais controversas. O MDM garantiu 3,93% do total dos votos e oito cadeiras entre 250 na Assembleia da República. Daviz Simango foi o candidato do MDM na eleição presidencial realizada no mesmo dia, ficando em terceiro lugar com 8,59% do total dos votos.

## Eleições autárquicas de 2013
Nestas eleições o MDM cresceu consideravelmente, conquistando quatro municípios, três dos quais (Beira, Quelimane e Nampula) em importantes capitais provinciais. Ganhou também o município de Gurué onde, por ordem de CNE, as eleições foram repetidas devido à ocorrência de fraudes comprovadas. O MDM obteve cerca de 40% dos votos em Maputo, Matola e Chimoio, e também em outras vilas municipais.